# Shawn Respert
Shawn Respert, né le 6 février 1972 à Détroit dans le Michigan, est un ancien joueur américain de basket-ball. Il évoluait au poste de meneur.